# Gás de Fermi
Um gás de férmions, gás de Fermi ou gás de elétrons livres é um conjunto de férmions não interativos. É a versão na Mecânica Quântica de um gás ideal, para o caso de partículas fermiônicas. Elétrons em metais e semicondutores e nêutrons em estrelas de nêutrons podem aproximadamente ser considerados gases de Fermi.
A distribuição de energia dos férmions em um gás de Fermi em equilíbrio térmico é determinada por sua densidade, pela temperatura e pelos estados de energia disponíveis, via a estatística de Fermi-Dirac. Pelo princípio de exclusão de Pauli, nenhum estado quântico pode ser ocupado por mais que um férmion, então a energia total do gás de Fermi à temperatura do zero absoluto é tão grande quanto o produto do número de partículas pelo estado de energia de cada partícula. Por esta razão, a pressão de um gás Fermi é diferente de zero na temperatura de zero absoluto, em contraste com um gás ideal clássico. Esta então chamada pressão de degenerescência estabiliza uma estrela de nêutrons (um gás de Fermi de nêutrons) ou uma estrela anã branca (um gás de Fermi de elétrons) contra a tração interna da gravidade.
É possível definir uma temperatura de Fermi abaixo do qual o gás pode ser considerado degenerado. Esta temperatura depende da massa dos férmions e da energia da densidade dos estados. Para metais, a temperatura do gás de elétrons de Fermi é geralmente de muitos milhares de kelvins, quando então eles podem ser considerados degenerados. A máxima energia dos férmions a temperatura do zero absoluto é chamada energia de Fermi. A superfície da energia de Fermi no momento espacial é chamada superfície de Fermi.
Desde que as interações são negligenciadas por definição, o problema de tratar propriedades do equilíbrio e o comportamento dinâmico de um gás de Fermi se reduz ao estudo do comportamento de partículas independentes e isoladas. Como está, é ainda relativamente tratável e dá forma ao ponto de servir de base para teorias mais avançadas (tais como a teoria do líquido de Fermi ou a teoria perturbacional) as quais levam em conta as interações com algum grau de exatidão.

## Descrição matemática
Dentro da estrutura que a física estatística possibilita, segue-se que com a ajuda de conjuntos estatísticos para um número médio de ocupação {\displaystyle \langle n_{i}\rangle } dos estados {\displaystyle |i\rangle } com a energia {\displaystyle E_{i}} da estatística de Fermi-Dirac:
{\displaystyle \langle n_{i}\rangle ={\frac {1}{e^{\frac {E_{i}-\mu }{k_{B}T}}+1}}}
Onde {\displaystyle \mu } é o potencial químico, {\displaystyle T} a temperatura e {\displaystyle k_{B}} a constante de Boltzmann.
Estes férmions, que estão sujeitos ao princípio de exclusão de Pauli, podem estar na condição de máxima ocupação, ou seja {\displaystyle \langle n_{i}\rangle \leq 1}. Esta condição é que a estatística de Fermi-Dirac tratará para qualquer valor de preenchimento pleno {\displaystyle \mu }, porque o potencial químico de um gás ideal de Fermi não é sujeito a quaisquer restrições.

## Modelo para os núcleos dos átomos
O primeiro pesquisador a apontar uma explicação simples para o movimento independente de núcleons através do núcleo atômico em seus estado fundamental foi Weisskopf. Tal explicação usa como base o modelo de gás de Fermi. O modelo utilizado é essencialmente o mesmo utilizado para tratar de elétrons livres em um metal condutor. É suposto que cada núcleon do núcleo atômico mova-se num potencial efetivo atrativo que representa um efeito médio de suas interações com os outros núcleons naquele núcleo. Há um valor constante dentro do núcleo para este potencial e externamente ao núcleo ele decresce até zero a uma distância igual ao alcance das forças nucleares e é aproximadamente igual a um poço quadrado infinito e tridimensional, de raio ligeiramente superior ao raio do núcleo. O núcleo atômico contém dois tipos de partículas, os prótons e os neutrons e ambos têm um momento angular intrínseco, ambos são classificados como férmions de spin 1/2, mas sendo duas partículas distinguíveis o princípio de exclusão de Pauli age independentemente sobre cada um deles. Assim podemos considerar que o núcleo é constituído por dois gases de Fermi, o dos prótons e o dos nêutrons e que corresponderão a dois estado energéticos diferentes e cada estado só pode ser ocupado por apenas dois prótons ou dois nêutrons, com spins de sinais opostos.